# Ношење бакље за Летње олимпијске игре 2008.
Ношење бакље за Летње олимпијске игре 2008. одржано је од 24. марта до 8. августа 2008, пре Летњих олимпијских игара 2008, са темом „један свет, један сан“. Планови за штафету објављени су 26. априла 2007. у Пекингу, Кина. Штафета, коју организатори називају и „Путовање хармоније“, трајала је 129 дана и носила је бакљу 137.000 km (85.000 mi) – најдужа дистанца било које штафете олимпијске бакље од када је традиција започета уочи Летњих олимпијских игара 1936. године.
Након што је 24. марта упаљена на месту рођења Олимпијских игара у Олимпији у Грчкој, бакља је отпутовала на стадион Панатинаико у Атини, а затим у Пекинг и стигла је 31. марта. Из Пекинга, бакља је пратила руту која пролази кроз шест континената. Бакља је посетила градове дуж Пута свиле, симболизујући древне везе између Кине и остатка света. Штафета је укључивала и успон са пламеном на врх Монт Евереста на граници Непала и Тибета, Кине са кинеске стране, који је био затворен специјално за догађај.
У многим градовима дуж северноамеричке и европске руте, против штафете бакље протестовали су заговорници тибетанске независности, права животиња и легалног онлајн коцкања, и људи који су протестовали против стања људских права у Кини, што је резултирало сукоби на неколико штафетних локација. Ови протести, који су се кретали међу хиљадама људи у Сан Франциску, приморали су пут штафете бакље да се промени или скрати у неколико наврата. Бакљу су неколико пута гасили кинески безбедносни званичници током париске етапе из безбедносних разлога, а једном у знак протеста у Паризу.
Нападе на бакљу у Лондону и Паризу кинеска влада је описала као „одвратне“ и осудила их као „намерне поремећаје... која није водила рачуна о олимпијском духу или законима Британије и Француске“ и која „крља узвишеног олимпијског духа“, и обећали да ће наставити са штафетом и неће дозволити да протести „ометају олимпијски дух“. Контрапротести великих размера прекоморских Кинеза и кинеских држављана са седиштем у иностранству постали су преовлађујући у каснијим сегментима штафете. У Латинској Америци, Африци и западној Азији нису били видљиви никакви већи протести на штафети са бакљом.
Подстакнут хаотичним штафетама бакљи у Западној Европи и Северној Америци, председник Међународног олимпијског комитета Жак Рог описао је ситуацију као „кризу“ за организацију и изјавио да би сви спортисти који буду истакли тибетанске заставе на олимпијским објектима могли бити протерани са игрице. Међутим, он је престао да у потпуности откаже штафету упркос позивима неких чланова МОК-а да то учини. Исход штафете утицао је на одлуку МОК-а да укине глобалне штафете у будућим издањима игара.

## Елементи релеја

### Бакља
Олимпијска бакља је заснована на традиционалним свицима и користи традиционални кинески дизајн познат као "Луцки Цлоуд". Израђен је од алуминијума. Висок је 72 центиметра и тежак 985 грама. Бакља је дизајнирана да остане упаљена брзином од 65 km/h (37 миљу на сат) ветрови, а на киши до 50 mm (2,0 in) на сат. Кључ за паљење се користи за паљење и гашење пламена. Бакља се пуни лименкама пропана. Свака конзерва ће палити бакљу 15 минута. Дизајнирао га је тим компаније Леново Гроуп. Бакља је дизајнирана у односу на традиционални кинески концепт 5 елемената који чине цео универзум.

### Лампиони
Олимпијски пламен би требало да остане упаљен током целе штафете. Када се бакља угаси ноћу, у авиону, по лошем времену или током протеста (као што је неколико пута у Паризу), олимпијски пламен се држи упаљен у комплету од 8 лампиона.

### Авион
На међународном нивоу, бакља и њена пратња путовали су у чартерираном Ер Чајна Ербас А330 (регистровани Б-6075), офарбаним у црвене и жуте боје Олимпијских игара. Ер Чајна је изабрана од стране пекиншких комитета Олимпијских игара као носиоца олимпијске бакље у марту 2008. због свог дугогодишњег учешћа у олимпијском циљу. Авион је прешао укупно 137.000 km (85.000 mi) у трајању од 130 дана кроз 21 земљу и регион.

### Рута
Рута је носила бакљу кроз шест континената од марта 2008. до маја 2008. до августа 2008. Планирана рута је првобитно укључивала заустављање у Тајпеју између Хо Ши Мина и Хонг Конга, али је било неслагања у Пекингу и Тајпеју око језика који се користио да се опише да ли је то међународни или домаћи део руте. Док су Олимпијски комитети Кине и Кинеског Тајпеја постигли иницијални консензус о приступу, интервенисала је влада Републике Кине на Тајвану, наводећи да се овај пласман може протумачити као стављање Тајвана на исти ниво са Хонг Конгом и Макаом, што имплицира да противио. Организациони комитет Пекинга покушао је да настави преговоре, али је дошло до даљих спорова око заставе или химне Републике Кине дуж 24. km руте бакље на Тајвану. До поноћног рока за завршетак преговора 21. септембра 2007. Тајван и континентална Кина нису били у стању да се помире са питањем штафете бакље. На крају су обе стране Тајванског мореуза одлучиле да елиминишу тајпејски крак.

## Редослед догађаја

### Интернационални и ХК&Макао део
Грчка : 24. марта 2008. запаљен је олимпијски пламен у Олимпији у Грчкој, месту древних Олимпијских игара. Глумица Марија Нафплиотоу, у улози Високе свештенице, запалила је бакљу првог носиоца бакље, освајача сребрне медаље на Летњим олимпијским играма 2004. у теквондоу Александроса Николаидиса из Грчке, који је предао пламен другој баконоши, олимпијској шампионки. прсно Луо Ксуејуан из Кине. Након недавних немира на Тибету, три члана Репортера без граница, укључујући Роберта Менарда, су нарушили обезбеђење и покушали да поремете говор Лиу Кија, шефа пекиншког олимпијског комитета током церемоније паљења бакљи у Олимпији, Грчка. Народна Република Кина назвала је ово „срамотним“ покушајем саботирања Олимпијаде. 30. марта 2008. у Атини, током церемоније обележавања предаје бакље од грчких званичника организаторима игара у Пекингу, демонстранти су узвикивали 'Слободни Тибет' и развијали транспаренте; неких 10 од 15 демонстраната приведено је у полицијски притвор. Након предаје, протести су настављени на међународном нивоу, са посебно насилним сукобима са полицијом у Непалу.
Кина : У Кини су бакљу први поздравили члан Сталног комитета Политбироа Џоу Јонгканг и државни саветник Лиу Јандонг. Након тога је прослеђен генералном секретару ЦПЦ Ху Ђинтаоу. Позив да се бојкотује француски хипермарт Царрефоур од 1. маја почео је да се шири путем мобилних текстуалних порука и онлајн чет соба међу Кинезима током викенда од 12. априла, оптужујући главног акционара компаније, ЛВМХ Гроуп, да донира средства Далај Лами. Било је и позива да се бојкот прошири на француску луксузну робу и козметичке производе. Међутим, према Washington Times-у од 15. априла, кинеска влада је покушавала да „смири ситуацију“ цензуром: „Сви коментари објављени на популарном интернет форуму Соху.цом у вези са бојкотом Царрефоура су избрисани.“  Кинески демонстранти организовали су бојкоте малопродајног ланца Царрефоур у француском власништву у великим кинеским градовима, укључујући Кунминг, Хефеи и Вухан, оптужујући француску нацију за просецесионистичку заверу и антикинески расизам. Неки су палили француске заставе, неки су француској застави додали нацистички свастику, и ширили кратке онлајн поруке позивајући на велике протесте испред француских конзулата и амбасаде. Бојкот Царрефоура наишао је на демонстранте против бојкота који су инсистирали на уласку у једну од продавница Царрефоура у Кунмингу, да би их блокирали бојкоти који су носили велике кинеске заставе и ударили их боцама са водом. Би-Би-Си је известио да је стотине људи демонстрирало у Пекингу, Вухану, Хефеју, Кунмингу и Ћингдау.
Као одговор на демонстрације, уводник у Пиплс Дејли- у је позвао Кинезе да "искажу [свој] патриотски ентузијазам мирно и рационално, и изразе патриотске тежње на уредан и законит начин".
Казахстан : Први носилац бакље у Алмати, где је 2. априла први пут стигла олимпијска бакља, био је председник Казахстана Нурсултан Назарбајев. Рута је трајала 20 km од стадиона Медео до трга Астана. Било је извештаја да су ујгурски активисти ухапшени, а неки депортовани назад у Кину.
Турска : Штафета бакље у Истанбулу, одржана 3. априла, почела је на Тргу Султанахмет и завршила се на Тргу Таксим. Ујгури који живе у Турској протестовали су због кинеског третмана својих сународника који живе у Синђиангу. Полиција је одмах ухапсила неколико демонстраната који су покушали да ометају штафету.
Русија : 5. априла олимпијска бакља стигла је у Санкт Петербург, Русија. Дужина стазе бакље у граду била је 20 km, са стартом на Тргу победе и циљем на Дворском тргу. Икона мешовитих борилачких вештина и бивши шампион ПРИДЕ у тешкој категорији Федор Емелианенко био је један од носилаца бакље. Ово му даје признање да је први активни ММА борац који носи олимпијски пламен.
Велика Британија : Штафета бакље одржана у Лондону, граду домаћину Летњих олимпијских игара 2012, 6. априла почела је на стадиону Вембли, прошла је кроз лондонски Сити и на крају се завршила у О2 Арени у источном делу града. 48 km (30 mi) нога је трајала укупно седам и по сати и изазвала је протесте присталица про-тибетанске независности и про-људских права, што је изазвало промене планиране руте и непланирано улазак у аутобус, који је затим накратко зауставио демонстранти. Министарка унутрашњих послова Џеки Смит званично се пожалила Организационом комитету Пекинга на понашање кинеских обезбеђења обучених у тренерке. Градоначелник Лондона Кен Ливингстон и лорд Коу, председавајући Олимпијског комитета Лондона, описали су кинеске званичнике, који су виђени како малтретирају демонстранте, „насилнике“. Полицијски извештај Метрополитена открио је да је обезбеђење релеја бакље коштало 750.000 фунти и да је учешће кинеског безбедносног тима било унапред договорено, упркос томе што је градоначелник изјавио: „Нисмо унапред знали да су ови насилници из служби безбедности. Да сам знајући тако, рекли бисмо не."
Од 80 бакљоноша у Лондону, сер Стив Редгрејв, који је започео штафету, поменуо је медијима да је добио е-маил молбе да бојкотује догађај и да је могао „да види зашто би желели да направе проблем“ од тога. Франческа Мартинез и Ричард Вон одбили су да носе бакљу, док је Кони Хук одлучио да је понесе и такође проговори против Кине. Протибетански посланик Норман Бејкер замолио је све носиоце да се преиспитају. Усред притиска из оба смера, премијер Гордон Браун дочекао је бакљу испред Даунинг стрита 10, а да је није држао или додиривао. Лондонска штафета видела је бакљу окружену оним што је ББЦ описао као "мобилни заштитни прстен". Протести су почели чим је Редгрејв започео догађај, што је довело до најмање тридесет пет хапшења. У Ладброке Гровеу демонстрант је покушао да отме бакљу од Конија Хука у тренутној борби, ау другом инциденту, апарат за гашење пожара је активиран у близини бакље. Кинески амбасадор је носио бакљу кроз Кинеску четврт након необјављене промене руте због безбедносних забринутости. Бакља је непланирано улетела у аутобус дуж улице Флит због безбедносних забринутости и напора да избегне демонстранте. У настојању да се супротставе протибетским демонстрантима и покажу своју подршку Олимпијским играма у Пекингу 2008. године, више од 2.000 Кинеза се такође окупило на рути бакљи и демонстрирало са знаковима, транспарентима и кинеским заставама. Велики број присталица био је концентрисан на Трафалгар скверу са олимпијским слоганом "Један свет, један сан".
Француска : Штафета бакље у Паризу, одржана 7. априла, почела је на првом нивоу Ајфелове куле и завршила се на стадиону Шарлети. Штафета је у почетку требало да покрије 28 km, али је скраћен на захтев кинеских званичника након распрострањених протеста протибетских и активиста за људска права, који су више пута покушавали да ометају, ометају или зауставе поворку. Заказана церемонија у градској кући отказана је на захтев кинеских власти, а, такође, на захтев кинеских власти, бакља је штафету завршила аутобусом уместо да је носе спортисти. Званичници града Париза најавили су да планирају да дочекају олимпијски пламен мирним протестом када је бакља требало да стигне до француске престонице. Градска власт је закачила на Градску већницу транспарент са натписом „Париз брани људска права широм света“, у покушају да промовише вредности „свега човечанства и људских права“. Чланови Репортера без граница изашли су у великом броју на протест. Процењује се да је око 3.000 француских полицајаца заштитило штафету олимпијске бакље док је полазила са Ајфелове куле и прелазила Париз усред претњи протестима. Широко распрострањени протибетски протести, укључујући покушај више од једног демонстранта да угасе пламен водом или апаратима за гашење пожара, навели су релејне власти да пет пута угасе пламен (према полицијским властима у Паризу) и упале бакљу у аутобусу, на захтев кинеских званичника. Ово је касније демантовало кинеско Министарство спољних послова, упркос видео снимку које је емитовала француска телевизијска мрежа Франце 2 на којем се види како кинески ватрогасци гасе бакљу. Резервни пламен је увек уз релеј да поново упали бакљу. Француски џудиста и бакљоноша Дејвид Дује изразио је љутњу због кинеских ватрогасаца који су угасили бакљу коју је требало да преда Тедију Ринеру : „Разумем да се плаше свега, али ово је само досадно. Угасили су пламен упркос чињеница да није било ризика, а они су то могли да виде и знали су. Не знам зашто су то урадили."
Кинески званичници отказали су церемонију преноса бакље због поремећаја, укључујући тибетанску заставу коју су са прозора у Градској кући вијорили званичници Зелене странке. Трећег носиоца бакље у париској нози, Ђин Ђинга, који је био инвалид и носио бакљу на инвалидским колицима, неколико пута су напали неидентификовани демонстранти, наизглед из протибетског независног табора. У интервјуима, Јин Јинг је рекла да су је „вукли, гребали“ и „ударали“, али да „у том тренутку није осетила бол“. Добила је похвале од етничких Кинеза широм света као „Анђео у инвалидским колицима“. Кинеска влада је дала коментар да „Кинези много поштују Француску“, али да је „Париз [ошамарио] своје лице“.
Репортери без граница организовали су неколико симболичних протеста, укључујући пењање на Ајфелов торањ како би се окачио протестни транспарент са њега и качење идентичног транспарента са катедрале Нотр Дам. Неколико стотина про-тибетских демонстраната окупило се код Трокадера са транспарентима и тибетанским заставама, и остали тамо на мирном протесту, никада се нису приближили самој штафети бакље. Међу њима је била и Џејн Биркин, која је за медије говорила о „недостатку слободе говора“ у Кини. Присуствовао је и Тхуптен Гиатсо, председник француске тибетанске заједнице, који је позвао протибетске демонстранте да „остану мирни, ненасилни, мирољубиви“.
Протест су организовали и француски посланици и други француски политичари. Све политичке партије у парламенту — УМП, Социјалисти, Нови центар, Комунисти, Демократски покрет (у средини) и Зелени — заједнички су затражили паузу у седници Народне скупштине, што је и одобрено, како би посланици могли да изађу и развију транспарент на коме је писало „ Поштовање људских права у Кини“. Кочија у којој је била бакља прошла је поред Народне скупштине и окупљених посланика који су протестовали, који су узвикивали "Слобода Тибету!" неколико пута како је прошло.
Француска полиција је критикована због начина на који је поступала са догађајима, а посебно због конфисковања тибетанских застава од демонстраната. Лист Либератион је коментарисао: „Полиција је учинила толико да је само Кинезима дата слобода изражавања. Тибетанска застава је била забрањена свуда осим на Трокадероу.“ Министарка унутрашњих послова Мишел Алио-Мари је касније изјавила да полицији то није наређено, и да је деловала самоиницијативно. Сниматеља за Франце 2 полицајац је ударио у лице, онесвестио се и морао је да буде пребачен у болницу.
Сједињене Америчке Државе : Северноамеричка нога штафете бакље догодила се у Сан Франциску, Калифорнија, 9. априла. На дан штафете, званичници су преусмерили трку бакље на ненајављену руту. Почетак је био у Мекови Коуву, где је Норман Белингем из Олимпијског комитета САД дао бакљу првом носиоцу бакље, кинеском олимпијском шампиону пливачу Лин Лију 1992. године. Планирана церемонија затварања на Џастин Херман Плази је отказана и уместо тога одржана је церемонија на Међународном аеродрому у Сан Франциску, где је бакља требало да отпутује за Буенос Ајрес. Промене руте су омогућиле трку да се избегне велики број присталица Кине и демонстраната против Кине. Како су људи сазнали да неће бити церемоније затварања у Џастин Херман Плази, уследиле су љутите реакције. Наводи се да је један демонстрант рекао да су промене руте биле покушај да се „спречи сваки организовани протест који је планиран“. Председник Надзорног одбора Сан Франциска Арон Пескин, критичар градоначелника Гавина Њусома, рекао је да је то био „циничан план да се удовољи Бушовом Стејт департменту и кинеској влади због невероватног утицаја новца”. Њусом је, с друге стране, рекао да сматра да је то у „свачијем најбољем интересу“ и да верује да је људима „дато право да протестују и подрже бакљу“ упркос променама руте. Питер Уеберот, шеф Олимпијског комитета САД, похвалио је промене руте, рекавши: „Град Сан Франциско, из глобалне перспективе, биће аплаузиран“. Људи који су видели бакљу били су изненађени и навијали као што је приказано на видео снимку ЦБС- а и НБЦ- а уживо. Трошкови за град за домаћинство догађаја су наводно износили 726.400 долара, од чега је скоро половина враћена приватним прикупљањем средстава. Градоначелник Гевин Њусом рекао је да су "експоненцијални" трошкови повезани са масовним хапшењима избегнути његовом одлуком да промени руту у консултацији са шефицом полиције Хедер Фонг.
1. априла 2008. Надзорни одбор Сан Франциска одобрио је резолуцију која се бави питањима људских права када олимпијска бакља у Пекингу стигне у Сан Франциско 9. априла. Резолуција би дочекала бакљу са „узбуном и протестом због неуспјеха Кине да испуни своја прошла свечана обећања међународној заједници, укључујући грађане Сан Франциска, да ће прекинути еклатантна и текућа кршења људских права у Кини и окупираном Тибету“. За 8. април планирани су бројни протести, укључујући један на градском тргу Уједињених нација које су предводили глумац Ричард Гир и надбискуп Дезмонд Туту.
Неки заговорници Тибета, Дарфура и Фалун Гонга (који је признат као култ у континенталној Кини) планирали су да протестују због доласка бакље у Сан Франциско 9. априла. Кина је већ затражила да се скрати рута бакље у Сан Франциску. Дана 7. априла 2008. године, два дана пре саме штафете бакље, три активиста са тибетанским заставама пењала су се на висеће каблове моста Голден Гате да би развила два транспарента, на једном је писало „Један свет, један сан. Слободни Тибет“, а на другом, "Слободни Тибет '08". Међу њима је била и становница Сан Франциска Лорел Сатерлин, која је уживо преко мобилног телефона разговарала са локалном ТВ станицом КПИКС-ЦБС5, позивајући Међународни олимпијски комитет да затражи од Кине да не дозволи да бакља прође кроз Тибет. „Сатерлин је рекао да је забринут да ће планирана рута бакље кроз Тибет довести до више хапшења и да ће кинески званичници употребити силу да угуше неслагање. Тројица активиста и пет присталица суочавају се са оптужбама у вези са неовлашћењем, завером и изазивањем сметњи у јавности.
Бакља је упаљена у парку испред АТ&amp;Т Парка око 1:17 пм ПДТ (20:17 УТЦ), накратко су га држали амерички и кинески олимпијски званичници. Штафета је пала у конфузију када је први тркач у детаљно планираној штафети нестао у магацину на пристаништу на обали где је остао пола сата. Дошло је до сукоба између хиљада прокинеских демонстраната, од којих су многи рекли да су их аутобусима довезли кинески конзулат и друге прокинеске групе, као и демонстранти који су про-Тибет и Дарфур. Извештава се да су демонстранти који нису Кинези били преплављени и праћени од стране љутите масе. Око 2 пм ПДТ (21:00 УТЦ), бакља се поново појавила око 3 km (1,9 mi) далеко од стадиона дуж авеније Ван Нес, саобраћајнице са великим прометом која није била на званичним плановима руте. Телевизијски извештаји показали су како пламен прате мотоцикли и униформисани полицајци. Двојица бакљи су носили пламен трчећи полако иза камиона и окружени Олимпијским обезбеђењем. Током штафете бакље, два носиоца бакље, Ендрју Мајкл који користи инвалидска колица и потпредседник је за одрживи развој Савета области залива и директор Партнерства за промене, и заговорница животне средине, Мајора Картер, успели су да истакну тибетанске заставе у знак протеста, што резултира њиховим избацивањем из релеја. Церемонија затварања на Џастин Херман Плази отказана је због присуства великог броја демонстраната на том месту. Трчање је завршено последњим делом кроз кварт Марина у Сан Франциску, а затим је аутобусом пребачено на Међународни аеродром у Сан Франциску на импровизовану церемонију затварања на терминалу, са које су слободни медији били искључени. Сан Јосе Мерцури Невс описао је „обмањујући“ догађај као „игру Вхере'с Валдо, која се игра против пејзажа љупког града“. Председник Међународног олимпијског комитета Жак Рог рекао је да је штафета у Сан Франциску „срећом“ избегла велики део поремећаја који су кварили ноге у Лондону и Паризу, али „међутим, није била она радосна забава какву смо желели."
Аргентина : Штафета бакље у Буенос Ајресу, Аргентина, одржана 11. априла, почела је уметничком представом у амфитеатру Лола Мора у Костанера Сур. На крају емисије, градоначелник Буенос Ајреса Маурисио Макри поклонио је бакљу првом бакљоноши Карлосу Еспиноли. Етапа је завршена у Јахачком клубу Буенос Ајреса у округу Палермо, а последња носилац бакље била је Габриела Сабатини. 13.8 km рута је укључивала знаменитости као што су обелиск и Плаза де Мајо. Дан је обележено неколико протибетских протеста, који су укључивали џиновски транспарент са натписом „Слободни Тибет“ и алтернативну „ бакљу за људска права “ коју су упалили демонстранти и која је парадирала рутом којом је пламен требало да иде. Већина ових протеста је била мирне природе, а бакља није била ометана. Кинески имигранти такође су дали подршку играма, али су пријављене само мање туче између обе групе. Тркачи окружени редовима обезбеђења пренели су олимпијски пламен поред хиљада ликујућих Аргентинаца у штафети бакље без проблема у скоро недељу дана. Људи су засули руту параде конфетама док су банке, владине канцеларије и предузећа узимали импровизовани полудневни одмор за једину латиноамеричку станицу на путу од пет континената пламена.
Аргентински активисти рекли су на конференцији за новинаре да неће покушати да угасе пламен бакље као што су демонстранти у Паризу и Лондону. „Желим да најавим да нећемо угасити олимпијску бакљу“, рекао је протибетски активиста Хорхе Каркавало. „Спровешћемо изненадне акције широм града Буенос Ајреса, али све ће то бити мирно. Између осталих активности, демонстранти су организовали алтернативни марш који је ишао од Обелиска до градске куће, са својом „Бакњом за људска права“. Џиновски транспарент са натписом „Слободни Тибет“ такође је био истакнут на рути бакље. Према речима представника невладине организације „Штафета бакље за људска права“, њихов циљ је био да „покажу контрадикцију између Олимпијских игара и присуства широко распрострањених кршења људских права у Кини“.
Директорка ХРТР-а, Сузан Прагер, такође је директорка комуникација "Пријатеља Фалун Гонга", квази-владине непрофитне организације коју финансира фмр. Жена конгресмена Тома Ланта и амбасадор Марк Палмер из НЕД-а. Велики неуспех у догађају изазвао је фудбалер Дијего Марадона, који је требало да отвори штафету у Буенос Ајресу, повлачећи се у покушају да избегне олимпијску контроверзу. Покушавајући да избегне сцене које су квариле штафету у Великој Британији, Француској и САД, градска влада је осмислила комплексну безбедносну оперативу да заштити релеј бакље, укључујући 1200 полицајаца и 3000 других људи, укључујући јавне службенике и волонтере. Генерално, протести су били мирне природе, иако је било неколико инцидената попут бацања неколико балона са водом у покушају да се угаси олимпијски пламен, и мањих туча између олимпијских демонстраната и присталица из кинеских имигрантских заједница.
Танзанија : Дар ес Салаам је била једина станица бакље у Африци, 13. априла. Штафета је почела на великом терминалу ТАЗАРА железнице, која је била највећи кинески пројекат иностране помоћи 1970-их, и наставила се 5 km кроз стари град до Националног стадиона Бењамин Мкапа у Темекеу, који је изграђен уз кинеску помоћ 2005. године  Бакљу је запалио потпредседник Али Мохамед Шеин. Око хиљаду људи пратило је штафету, машући олимпијском заставом. Једини забележени пример протеста било је повлачење добитника Нобелове награде за мир Вангара Матаија са листе носилаца бакљи, у знак протеста против кршења људских права у Тибету.
Султанат Оман : Мускат је био једина станица бакље на Блиском истоку, 14. априла. Штафета је обухватила 20 km. Нису пријављени протести или инциденти. Једна од носилаца бакље била је и сиријска глумица Сулаф Фавакерџи.
Пакистан : Олимпијска бакља је први пут стигла у Исламабад 16. априла. Председник Первез Мушараф и премијер Јусаф Раза Гилани говорили су на церемонији отварања штафете. Безбедност је била висока, за оно што су једне новине назвале „најосетљивијим делом“ на олимпијском путу бакље. Штафета је првобитно требало да носи бакљу око Исламабада, али је цела штафета отказана због безбедносних забринутости у вези са „претњама милитаната или анти-кинеских протеста“, и замењена церемонијом у затвореном простору са бакљом која се преносила око стазе Јиннах Стадиум. У страху од насилних протеста и бомбашких напада, штафета бакље у Пакистану одржана је на стадиону иза затворених врата. Иако је штафета била иза затворених врата, на хиљаде полицајаца и војника чувало је пламен. Као последица тога, није дошло до инцидената.
 Индија : Због забринутости због протибетских протеста, штафета кроз Њу Делхи 17. априла смањена је на само 2,3 km (мање од 1,5 миља), који је подељен међу 70 тркача. Закључено је на капији Индије. Догађај је протекао мирно јер јавност није била на штафети. Укупно пет планираних носилаца бакље – Киран Беди, Соха Али Кан, Сачин Тендулкар, Бајчунг Бутија и Сунил Гаваскар – повукло се са догађаја, наводећи „личне разлоге“, или, у Бутијином случају, изричито желећи да „стану уз народ Тибета и њихова борба“ и протест против „разбијања“ НР Кине на Тибету. Капитен индијске фудбалске репрезентације Баицхунг Бутија одбио је да учествује у индијском делу штафете бакље, наводећи забринутост због Тибета. Бутија, који је Сикимесе, је први спортиста који је одбио да трчи са бакљом. Индијска филмска звезда Амир Кан наводи на свом личном блогу да „Олимпијске игре не припадају Кини“ и потврђује учешће у штафети бакље „са молитвом у срцу за народ Тибета и ... за све људе широм свет који су жртве кршења људских права“. Рахул Ганди, син председнице Конгреса Соње Ганди и потомак породице Нехру-Гандхи, такође је одбио да понесе бакљу.
Пазећи на протесте, индијске власти су одлучиле да скрате руту штафете у Њу Делхију, и дале су јој обезбеђење које се обично повезује са прославама Дана Републике, које се сматрају метама терориста. Индијском амбасадору у Пекингу Нирупами Сену представљена су очекивања кинеске обавештајне службе о тачкама на релејној рути које би биле посебно „рањиве“ за демонстранте. Индијски медији су љутито одговорили на вест да је амбасадорка, угледна дама дипломата, позвана да Министарство спољних послова у 2 по локалном времену; вест су касније демантовали анонимни извори у Делхију. Индијски медији објавили су да је индијски министар трговине Камал Натх отказао службени пут у Пекинг у знак протеста, иако су и Натх и кинески извори то демантовали.
Индија је одбацила кинеске захтеве да рута бакље буде слободна од индијске заједнице тибетанског прогнаника од 150.000 људи, чиме су захтевали забрану окупљања у близини ограничених 3 km руте. У одговору индијски званичници рекли су да је Индија демократска држава и да "велика забрана протеста не долази у обзир". У супротности са неким другим извештајима, индијски званичници су такође одбили дозволу „Олимпијској јединици за заштиту Светог пламена“. Комбиновани ефекат је „брзо погоршање“ односа између Индије и Кине. У међувремену, тибетанска влада у егзилу, са седиштем у Индији, изјавила је да није подржала прекид штафете олимпијске бакље.
Позната индијска друштвена активисткиња и пензионисана службеница индијске полицијске службе (ИПС) Киран Беди одбила је да учествује рекавши да "не жели да учествује у догађају као 'жена у кавезу'". 15. априла, боливудска глумица Соха Али Кан повукла се са штафете олимпијске бакље, наводећи „веома јаке личне разлоге“. У Делхију је 16. априла организован протест „против кинеске репресије на Тибету“, који је разбила полиција.
 Тајланд : Штафета 18. априла кроз Бангкок била је прва посета Олимпијског пламена Тајланду. Штафета је покрила нешто више од 10 km, укључујући Кинеску четврт у Бангкоку. Бакља је пронета поред Споменика демократије, палате Читралада и низа других градских знаменитости. МР Нариса Чакрабонгсе, председавајућа Греен Ворлд Фоундатион (ГВФ), повукла се са церемоније паљења бакље, протестујући против акција Кине на Тибету. Било је присутно неколико стотина демонстраната, као и присталице Олимпијаде. Тајландске власти запретиле су да ће ухапсити стране демонстранте и забранити им будући улазак у Тајланд. Коалиција тајландских група за људска права најавила је да ће током штафете организовати „мале демонстрације“, а неколико стотина људи је заиста учествовало у протестима, суочавајући се са присталицама Пекинга. Предвиђена бакљоноша Мом Рајавонгсе Нариссара Цхакрабонгсе бојкотовала је штафету, у знак протеста против акција Кине на Тибету. У Бангкоку су студенти рекли медијима да им је кинеска амбасада обезбедила превоз и дала им кошуље да носе.
Малезија : Догађај је одржан у главном граду, Куала Лумпуру, 21. априла. 16.5 km дуга штафета почела је од историјског Трга независности, прошла испред неколико градских знаменитости пре него што се завршила код култних кула близнакиња Петронас. Међу знаменитостима поред којих је прошао олимпијски пламен били су зграда парламента, национална џамија, КЛ торањ и стадион Мердека. Тим од 1000 припадника Одреда за специјалне акције малезијске полиције чувао је догађај и пратио носиоце бакљи. Последњи пут штафета олимпијске бакље одржана је у Малезији 1964. у Токију.
Само неколико дана пре него што су штафете присталица Фалун Гонга демонстрирале испред кинеске амбасаде у главном граду Малезије. Очекује се да ће на дан штафете бити распоређено чак 1.000 припадника специјалне полицијске јединице. Јапанску породицу са малезијским држављанством и њихово петогодишње дете које је развило тибетанску заставу ударила је група кинеских држављана пластичним пендрецима напуњеним ваздухом, а гомила кинеских држављана их је изнервирала током сукоба на Тргу независности где је штафета почело, а кинеска група је узвикивала: „Тајван и Тибет припадају Кини“. Касније током дана, кинески добровољци су насилно одузели плакате још двојици Малезијаца који су протестовали на штафети. Један од Малезијца који протестују је погођен у главу.
Индонезија : Олимпијски пламен стигао је у Џакарту 22. априла. Оригинални 20 km штафета кроз Џакарту је отказана због „безбедносних брига“, на захтев кинеске амбасаде, а бакља је уместо тога ношена око главног градског стадиона, као што је то било у Исламабаду. Неколико десетина протибетских демонстраната окупило се у близини стадиона, а полиција их је растерала. Манифестација је одржана на улицама око главног градског стадиона. Отказивање штафете кроз сам град одлучено је из безбедносних разлога и на захтев кинеске амбасаде. На стадион су примани само званици и новинари. Протести су одржани испред стадиона.
Аустралија : Догађај је одржан у Канбери, на територији главног града Аустралије, 24. априла и обухватио је око 16. km централних области Канбере, од Рецонцилиатион Плаце до Цоммонвеалтх Парка. По доласку у Канберу, кинески званичници су уручили олимпијски пламен локалној старешини Абориџина Агнес Схеа, из народа Нгуннавал . Она им је заузврат понудила штапић са поруком, као поклон мира и добродошлице. Наводно је присуствовало стотине протибетских демонстраната и хиљаде кинеских студената. Аустралијска федерална полиција је раздвојила демонстранте и контрадемонстранте. Припреме за догађај биле су поремећене неслагањем око улоге кинеских ватрогасаца, а аустралијски и кинески званичници су се јавно расправљали око њихове функције и прерогатива током конференције за новинаре.
Након догађаја у Олимпији, појавили су се извештаји да је Кина затражила дозволу да распореди особље Народноослободилачке војске дуж штафетне руте како би заштитила пламен у Канбери. Аустралијске власти су навеле да би такав захтев, ако би био упућен, био одбијен. Кинески званичници су то означили као гласине. Аустралијска полиција добила је овлашћења да претреса гледаоце у штафети, након позива Удружења кинеских студената и научника да кинески аустралијски студенти „иду да бране нашу свету бакљу“ од „етничког дегенерисаног олоша и анти-кинеских сепаратиста“. Тони Гох, председавајући аустралијског савета кинеских организација, рекао је да ће АЦЦО аутобусима одвести "хиљаде" пропекиншких демонстраната у Канберу, да подрже штафету бакље. Зханг Ронган, кинески аустралијски студент који организује пропекиншке демонстрације, рекао је новинарима да кинеске дипломате помажу у организацији аутобуса, оброка и смештаја за демонстранте који подржавају Пекинг и помажу им да организују "мирну демонстрацију снаге". Министар спољних послова Стивен Смит рекао је да кинески званичници позивају присталице да се "појаве и изнесу своје гледиште", али да он нема примедбу на то све док су мирни.
Предвиђена бакљоноша Лин Хатфилд Додс повукла се са догађаја, уз објашњење да жели да изрази забринутост због стања људских права у Кини. Министар спољних послова Стивен Смит рекао је да је њена одлука „веома добар пример мирног постављања тачке”.
Очекује се да ће штафети присуствовати до 600 про-тибетских демонстраната, заједно са између 2.000 и 10.000 кинеских присталица. Узимајући у обзир велики број кинеских присталица, Тед Квинлан, шеф комитета штафета бакље у Канбери, рекао је: „Нисмо очекивали ову реакцију кинеске заједнице. Очигледно је то добро координиран план да се дан узме по тежини. броја. Али имамо уверавања да ће то бити урађено мирним путем.“ Такође, аустралијски АЦТ главни министар, Јон Станхопе, потврдио је да је кинеска амбасада била блиско укључена у осигуравање да „прокинески демонстранти знатно надмашују тибетанске активисте“. Аустралијски пливач слободним стилом и петоструки освајач златне олимпијске медаље Ијан Торп завршио је аустралијски део штафете бакље 24. априла 2008, додирујући пламен да би запалио котао после трчања које су само маргинално обележили протести. Људи су демонстрирали и за Кину и за Тибет. Најмање пет особа је ухапшено током штафете бакље. Полиција је саопштила да је „петорица ухапшена због мешања у догађај под посебним овлашћењима донетим у светлу масовних протеста против кинеске политике према Тибету“. У једном тренутку, групе кинеских студената опколиле су и застрашиле протибетске демонстранте. Једна особа је морала да буде извучена на полицијску ракету када је група прокинеских студената изгледала као да би га могли натерати у језеро.
 Јапан : Догађај је одржан у Нагану, који је био домаћин Зимских олимпијских игара 1998, 26. априла. Јапански будистички храм Зенко-ји, који је првобитно требало да буде почетна тачка за штафету олимпијске бакље у Нагану, одбио је да угости бакљу и повукао се из планова штафете, због спекулација да тамошњи монаси саосећају са демонстрантима против кинеске владе. као и ризик од ометања насилним протестима. Делови главне зграде храма Зенко-ји (Зенко-ји Хондо), реконструисане 1707. године и једно од националног блага Јапана, затим су вандализовани бојом у спреју. Ново полазиште, раније место где је била зграда општине, а сада паркинг, изабрао је град. Хиљаде полицајаца за нереде је мобилисано да заштити бакљу дуж њене руте. Демонстрација силе је држала већину демонстраната под контролом, али пароле које су узвикивали про-кинески или про-тибетски демонстранти, јапански националисти и организације за људска права преплавиле су ваздух. Пет мушкараца је ухапшено, а четворо повређено у сценама насиља мафије. Рута бакље била је препуна углавном мирних демонстраната. Јавност није била дозвољена на паркингу где је стартовала штафета. Након што су монаси Зенкоји одржали молитвену церемонију за жртве недавних догађаја на Тибету. Више од 100 полицајаца трчало је са бакљом, а полиција је поредала улице док су три хеликоптера летела изнад. Само двојици кинеских стражара било је дозвољено да прате бакљу због забринутости Јапана због њиховог поступања према демонстрантима на претходним штафетама. Човек са тибетанском заставом покушао је да заустави бакљу на почетку штафете, али га је полиција одвукла. Из гомиле су бачена и нека сирова јаја.
Јужна Кореја : Догађај је одржан у Сеулу, који је био домаћин Летњих олимпијских игара 1988, 27. априла. Предвиђени носиоци бакље Чои Сеунг-кук и Парк Вон-сун бојкотовали су догађај у знак протеста против гушења кинеске владе у Тибету. Више од 8.000 полицајаца за нереде било је распоређено да чувају руту од 24 km, која је почела у Олимпијском парку, који је изграђен када је Сеул био домаћин Летњих игара 1988. године. На дан штафете бакље у Сеулу, кинески студенти сукобили су се са демонстрантима, бацајући камење, флаше и ударце. Севернокорејски пребег чији је брат пребегао у Кину, али га је ДНРК ухватила и погубила, покушао је да се запали у знак протеста због поступања Кине према севернокорејским избеглицама. Полио се бензином, али га је полиција брзо опколила и одвела. Два друга демонстранта су покушала да упадну у бакљу, али нису успела. Борбе су избиле близу почетка штафете између групе од 500 кинеских присталица и отприлике 50 демонстраната који су носили транспарент на којем је писало: „Ослободите севернокорејске избеглице у Кини“. Ученици су бацали камење и флаше са водом док је око 2.500 полицајаца покушавало да одвоји групе. Полиција је саопштила да је ухапсила пет особа, укључујући једног кинеског студента који је ухапшен због наводног бацања камења. Хиљаде Кинеза пратило је бакљу на њеном 4,5-сатном путу, а неки су узвикивали: „Иди Кина, иди на Олимпијаду!“  До краја штафете, кинески студенти су постали насилни, а у корејским медијима је објављено да су „линчују“ све који се не слажу са њима. Један полицајац је такође хитно пребачен у болницу након што су га напали кинески студенти. Секретар правде Ким Кјунг Хан рекао је 29. априла премијеру да ће пронаћи „сваког Кинеза који је био умешан и привести га правди“. Касније током дана, Тужилаштво Јужне Кореје, Национална полицијска агенција, Министарство спољних послова и Национална обавештајна служба дали су заједничку изјаву у којој кажу да ће депортовати сваког кинеског студента који је био умешан у инцидент. Кина је бранила понашање ученика.
Северна Кореја : Догађај је одржан у Пјонгјангу 28. априла. Био је то први пут да је олимпијска бакља допутовала у Северну Кореју. Гомила хиљада људи машући ружичастим папирним цвећем и малим заставама са логом Олимпијских игара у Пекингу организована од стране ауторитарног режима  посматрала је почетак штафете у Пјонгчангу, а неки су махали кинеским заставама. Манифестацијом је председавао шеф парламента земље Ким Јонг Нам. Север, савезник Кине, био је критичан према прекидима преноса бакље на другим местима и подржао је Пекинг у његовим акцијама против протеста на Тибету. Ким је предао бакљу првом тркачу Пак Ду Ику, који је играо у фудбалској репрезентацији Северне Кореје на Светском првенству 1966., док је започео руту од 19 km кроз Пјонгјанг. Штафета је почела од великог извајаног пламена обелиска Куле Чуче, који обележава националну идеологију џучеа, или „ самопоуздања “, коју је створио покојни оснивач земље Ким Ил Сунг, отац вође Ким Џонг Ила, који је није присуствовао.
Организација Уједињених нација и њена агенција за децу УНИЦЕФ повукле су своје особље, рекавши да није сигурно да ће тај догађај помоћи њеној мисији подизања свести о условима за децу и због забринутости да ће штафета бити искоришћена као пропагандни трик. "То је било несавесно", рекао је званичник УН који је упознат са аргументима. Северна Кореја се често наводи међу најгорим светским прекршиоцима људских права.
 Вијетнам: Догађај је одржан у Хо Ши Мину 29. априла. Око 60 носилаца бакљи пренело је бакљу од центра Опере до стадиона Такмичарске сале Војне зоне 7 у близини Међународног аеродрома Тан Сон Нхат неоткривеном рутом. Вијетнам је умешан у територијални спор са Кином (и другим земљама) за суверенитет Спратли и Параселских острва; тензије су недавно порасле након извештаја да је кинеска влада успоставила град на нивоу округа по имену Санша на спорним територијама, што је резултирало антикинеским демонстрацијама у децембру 2007. у Ханоју и Хо Ши Мину. Међутим, да би одржала свој однос са Кином, вијетнамска влада је активно покушавала да спречи протесте током штафете бакље, а премијер Нгуиен Тан Дунг упозорава владине агенције да би „непријатељске снаге“ могле покушати да поремете пренос бакље.
Пре скупа, седам демонстраната против Кине ухапшено је у Ханоју након што су развили транспарент и узвикивали „Бојкотирајте Олимпијске игре у Пекингу“ преко разгласа на пијаци. Вијетнамски Американац је депортован због планирања протеста против бакље, док је истакнути блогер Ђиеу Цаи (право име Нгуиен Ван Хаи), који је блоговао о протестима широм света и који је позивао на демонстрације у Вијетнаму, ухапшен под оптужбом да је утаја пореза. Изван Вијетнама, било је протеста прекоморских Вијетнамаца у Паризу, Сан Франциску и Канбери. Ле Минх Пхиеу, носилац бакље који је вијетнамски студент права који студира у Француској, написао је писмо председнику Међународног олимпијског комитета протестујући због кинеске „политизације Олимпијаде“, позивајући се на мапе штафете бакље на званичном сајту Олимпијаде у Пекингу које приказују оспорио острва као кинеску територију и објавио на свом блогу. Дан пре него што је штафета требало да почне, изгледа да је званична веб страница ажурирана како би се уклонила спорна острва и испрекидане линије које означавају кинеске поморске претензије у Јужном кинеском мору.
 Хонг Конг : Догађај је одржан у Хонг Конгу 2. маја. На церемонији одржаној у Културном центру Хонг Конга у Тсим Ша Цуију, извршни директор Доналд Тсанг предао је бакљу првом носиоцу бакље, освајачу олимпијске медаље Ли Лај Шану. Штафета бакље је затим путовала кроз Натан Роуд, Лантау Линк, Ша Тин (прешао реку Шинг Мун преко чамца змајева, који никада раније није коришћен у историји штафета олимпијске бакље), Луку Викторија (преко Тин Хау, ВИП брод којим управља Одељење маринаца) пре него што је завршио на тргу Голден Баухиниа у Ван Чају. Укупно 120 бакљоноша изабрано је за учешће на догађају који се састоје од познатих личности, спортиста и политичара кампа који су пропекиншки. Ниједан политичар из продемократског табора није изабран за носиоца бакље. Један носилац бакље није могао да учествује због кашњења лета. Процењено је да је више од 200.000 гледалаца изашло и погледало штафету. Многе ентузијастичне присталице носиле су црвене кошуље и махале великим кинеским заставама. Према речима главног секретара за администрацију Хонг Конга Хенрија Танга, 3.000 полицајаца је распоређено да осигура ред.
Било је неколико протеста дуж руте штафете бакље. Чланови Хонгконшке алијансе за подршку патриотским демократским покретима у Кини, укључујући продемократског активисту Сзето Вах, махали су новим пластичним олимпијским пламеновима на надувавање, за које су рекли да симболизују демократију. Желели су одговорност за протесте на Тргу Тјенанмен 1989. и спровођење демократије у Хонг Конгу. Политички активиста и члан Законодавног савета Леунг Квок-хунг (Дугокоси) такође се придружио протесту, рекавши „Веома сам поносан што у Хонг Конгу још увек имамо довољно храбрих људи да говоре. Продемократске активисте је преплавила гомила присталица бакљи увредама попут „пас који трчи“, „издајник“, „излази!“ и „Волим Комунистичку партију “. У исто време, око 10 чланова Грађанског фронта за људска права имало је наранџасте транспаренте са позивом на унапређење људских права и опште право гласа. Посматрачи су говорили: "Зар нисте Кинез?" на мандаринском путонгхуа док су покушавали да покрију наранџасте транспаренте великом кинеском националном заставом. Једна жена је имала наранџасти натпис са натписом „Олимпијски пламен за демократију“, док је мушкарац носио плакат са тенк и слоганом „Један свет, два сна“. Студенткиња и бивша радио водитељка РДХК Кристина Чан омотала је заставу тибетанског снежног лава око свог тела и касније почела да је маше. Неколико посматрача је узнемирило Чана, вичући "Какав си ти Кинез?" и "Каква срамота!"  На крају су њу и неке од демонстраната власти одвеле против њихове воље полицијским возилом „ради сопствене заштите“.
Демократска група Боја наранџаста, коју је предводио дански вајар Јенс Галсцхиот, првобитно је планирала да се придружи штафети савеза Хонг Конга и осликава „ Стуб срама “, структуру коју је изградио у Хонг Конгу у знак сећања на протесте на Тргу Тјенанмен 1989. године. Међутим, Галшиоту и још две особе одбијен је улазак у Хонг Конг 26. априла 2008. године због „имиграционих разлога“ и били су приморани да напусте Хонг Конг. Као одговор, Ли Чек Јан, потпредседник Хонгконшке алијансе за подршку патриотским демократским покретима у Кини, рекао је: „Нечувено је што је влада спремна да жртвује имиџ Хонг Конга због штафете бакље. Холивудска глумица Миа Фароу такође је накратко испитана на аеродрому у Хонг Конгу иако су јој званичници дозволили да уђе. Касније је одржала говор у којем је критиковала односе Кине са Суданом у Хонг Конгу, јер је такође била мала мањина људи која је протестовала због улоге Кине у кризи Дарфура. Законодавац Чеунг Ман Квонг је такође рекао да је одлука владе којом се Фароу дозвољава да уђе, а да се други одбијају, двоструки стандард и кршење политике Хонг Конга једна земља, два система.
 Макао: Манифестација је одржана у Макау 3. маја. Био је то први пут да је олимпијска бакља допутовала у Макао. Церемонија је одржана у рибарском пристаништу у Макау. Након тога, бакља је путовала кроз Макао, пролазећи поред бројних знаменитости, укључујући храм А-Ма, кулу Макао, Понте Говернадор Нобре де Царвалхо, Понте де Саи Ван, Културни центар Макаа, стадион у Макау, а затим назад до Рибарског пристаништа на затварање церемонија. Делови руте у близини Рушевина Светог Павла и Таипе скраћени су због великих гомила присталица који су блокирали уске улице. На овом догађају је учествовало укупно 120 бакљоносаца укључујући и казино тајкуна Стенлија Хоа. Леонг Хонг Ман и Леонг Хенг Тенг су били први и последњи носиоци бакље у штафети. У чланку објављеном на Мацао Даили Невс-у критиковано је да списак носилаца бакљи не може у потпуности да представља Маканце и да међу њима има превише неспортиста. (од којих су неки већ били носиоци других спортских догађаја).
Синдикат планира да протестује на штафети за боље услове живота. Законодавац Хонг Конга Мајкл Мак Квок-фунг и активиста Чан Чеонг, обојица чланови Лиге социјалдемократа, нису смели да уђу у Макао.
Становник Макаа ухапшен је 26. априла јер је објавио поруку на циберцтм.цом у којој је охрабривао људе да ометају релеј. Интернет форуми орцхидббс.цом и циберцтм.цом угашени су од 2. до 4. маја. Ово је подстакло спекулације да су гашења била усмерена на говоре против релеја. Шеф Бироа за регулативу телекомуникација негирао је да је гашење сајтова било политички мотивисано. На улицама је распоређено око 2.200 полицајаца, није било прекида.

### Домаћа (континентална Кина) ног
Кина : Бакља се вратила у Кину први пут од априла. Бакља је стигла у Сању, Хаинан, 4. маја уз прославу којој су присуствовали званичници Међународног олимпијског комитета (МОК) и кинеска велика имена попут Џекија Чена. Цела штафета кроз континенталну Кину била је у великој мери успешна са многим људима који су поздравили долазак бакље успут.
Неки значајни догађаји су:
- Током трчања у Фуџијану, штафета је носила тему унакрсног мореуза пошто се провинција географски налази преко пута Тајвана. Пекиншки организациони комитет Олимпијских игара позвао је људе са Тајвана да присуствују штафети бакље, али организатори нису понудили даље детаље.[186]
- У оквиру самита на Монт Евересту, 8. маја је обављена симултана вожња бакље.
- 28-годишњи мушкарац у Ђангсуу познат као "Танг" ухапшен је због ширења гласина на интернету да ће отићи у Нањинг (на етапа 27. маја) да зграби бакљу.[187]
- Последњу деоницу трчања у Фуџијану суморно је засјенио земљотрес у Сечуану 12. маја.[188] Као резултат тога, штафета је почела 14. маја минутом ћутања док је бакља пролазила кроз провинцију Ђангси. Од 19. до 21. маја, штафета је била обустављена пошто је Државни савет одредио ова три дана као националне дане жалости за страдалима у земљотресу.[189] Штафета кроз провинцију Сечуан је одложена.
- 23. маја штафета је почела у Шангају. Десетине хиљада окупило се на чувеном Народном тргу и на Бунду дуж реке Хуангпу да дочека бакљу. Прошао је кроз Пудонг, крунски драгуљ округа Шангаја и финансијску престоницу НРК. Дводневна шангајска етапа завршена је у Антингу, аутомобилском чворишту у предграђу Шангаја, где се налази градска шангајска интернационална стаза Формуле 1.[190] Није било прекида.
- Штафета је почела 21. јуна у Тибетској аутономној области. Првобитно тродневно трчање је скраћено на само један дан, вероватно због контроверзе око штафете због оштрог одговора Кине на немире у Ласи и других протеста који су захватили тибетанску висораван између марта и маја, као и због одлагања штафета због разорног земљотреса у Сечуану. Синхуа, кинеска званична новинска агенција, тврди да су организације попут Тибетанског омладинског конгреса (ТИЦ) и Тибетанског женског удружења (ТВА) претиле да ће "саботирати" штафету, али нема доказа који би то поткрепили и то је у супротности са изјавама организација. сами себе.[191] У међувремену, други олимпијски пламен се поново придружио олимпијском пламену који се користио у главној рути штафете бакље у Тибету након успона на Монт Еверест.[192] Џанг Ћингли, секретар Комунистичке партије Тибета, изазвао је критике МОК-а који је писао Пекиншком Организационом комитету Олимпијских игара (БОЦОГ) рекавши да „жале због политичких изјава“ Џанга током штафете, након што је тврдио да могли би да „потпуно разбију сплитистичке шеме Далај клике“.[193]
- Дана 7. јула, бакља је упаљена у Јиаиугуану (западни крај Великог кинеског зида).[194]
- Штафета бакље почела је 3. августа у Сечуану након разорног земљотреса у којем је у мају погинуло скоро 70.000 људи. Сечуан је био последња станица пре повратка у Пекинг на церемонију отварања.[195]
- 8. августа, бакља је стигла у Пекинг на церемонију отварања. Након спектакуларне уметничке представе и параде нација, пламен је ушао на стадион. Олимпијску бакљу је пренело 7 носилаца бакље пре него што је предата бившој олимпијској гимнастичарки Ли Нинг. Ли, који је био обешен за жице, тада је изгледао као да трчи хоризонтално дуж врха стадиона и запалио олимпијски котао. Након што је запаљен, уследио је спектакуларан ватромет који је означио званичан почетак 29. Олимпијаде.[196]

## Контроверзе

### Медијско извештавање
Током штафете било је под лупом медијско праћење догађаја. Извештавање кинеских медија о релеју бакље се на више начина разликује од извештавања на другим местима. Западни извештачи у Пекингу описали су извештавање кинеских медија као делимично и цензурисано (на пример, када кинески медији нису преносили ометање церемоније паљења бакљи од стране Репортера без граница), док су кинески нетизенси заузврат оптужили извештавање западних медија да је пристрасно. Кинеска државна новинска агенција Синхуа критиковала је француски лист Либератион због наводног пристрасног извештавања; Синхуа је сугерисала да је Либератиону потребан „жарљив шамар“ јер је „увредио олимпијски пламен“ и „подржао шачицу саботера“.
Као одговор на протибетске и протесте за људска права, кинески медији су се усредсредили на демонстранте који су више узнемирени, позивајући се на пример на „веома мали број сецесиониста за 'независност Тибета' и шачицу такозваних невладиних организација које се баве људским правима активисти“ са намером да „ометају и саботирају Олимпијске игре у Пекингу“. Међутим, кинески медији објавили су чланке о маси која подржава штафету бакље.
Синхуа и ЦЦТВ су цитирале штафете који су осудили протесте, у већој мери него већина западних медија, али нису цитирали ниједно алтернативно гледиште, не пружајући никакво извештавање о подршци протестима од стране неких обичних грађана у западним земљама. У њему су цитирани спортисти који су изразили понос што учествују у штафетама, у већој мери него западни медији, али не и они који су, попут Мари-Жозе Перек, изразили разумевање и подршку демонстрантима. Пекиншки организациони комитет Игара поменуо је „насмејана лица стараца, деце и уметника на улицама“, навијачких и подржавајућих Лондонаца. Синхуа је саопштила да су демонстранти "радикали" који су "газили људска права" и чије су активности осудили "људи света који срдачно воле олимпијски дух".
Кинески медији су такође известили о Ђин Ђинг, коју је званични кинески веб-сајт бакље описао као „херојску“ и „анђела“, док су је западни медији у почетку мало помињали – упркос кинеским тврдњама да „Кинески параолимпијски атлетичар Јин Јинг привукао је велику пажњу медија“.
Неки западни медији су известили о кинеским оптужбама за пристрасност западних медија. Дејли телеграф објавио је мишљење кинеског амбасадора у Уједињеном Краљевству Фу Јинга, који је оптужио западне медије да „демонизирају“ Кину током њиховог извештавања о релејима бакљи. Телеграф је такође замолио своје читаоце да пошаљу своје ставове као одговор на питање „Да ли Запад демонизује Кину?“ Би-Би-Си је известио о демонстрацијама у Сиднеју кинеских Аустралијанаца који су „изазивали подршку Пекингу усред контроверзе око Тибета“ и протестовали против онога што су видели као пристрасност западних медија. Извештај је показао демонстранте са натписима „Срамота за неке западне медије“, „ББЦ ЦНН такође лаже“ и „Стоп медијској дисторзији!“. Један демонстрант којег је интервјуисао Би-Би-Си је изјавио: „Видео сам неке вести са ЦНН-а, са Би-Би-Сија, неких медија [нечујно], а они само лажу“. Либератион је такође известио да су га кинески медији оптужили за пристрасност.
Синхуа је 17. априла осудила оно што је назвала „пристрасно извештавање о нередима у Ласи и преносу олимпијске бакље од стране америчке CNN. Истог дана, кинеска влада позвала је ЦНН да се „извини“ због тога што је наводно увредио кинески народ и због „покушаја да се подстакне кинески народ против владе“. ЦНН је издао саопштење 14. априла у којем је одговорио Кини на коментар Џека Кафертија „насилника и насилника“.
Би-Би-Си је 19. априла известио да се 1.300 људи окупило испред зграда Би-Би-Сија у Манчестеру и Лондону, протестујући против онога што су описали као пристрасност западних медија. Неколико дана раније, Би-Би-Си је објавио чланак под насловом „Изазови извештавања у Кини”, одговарајући на раније критике. Би-Би-Си-јев Пол Данахар је приметио да су Кинези сада „по први пут могли да приступе веб-сајту Би-Би-Си вести, после година строге цензуре“, и да су „многи били критични према нашем извештавању“. Подсетио је читаоце на цензуру у Кини и додао: „Људи који критикују медије због њиховог извештавања о Тибету треба да признају да нам је било и још увек нам је забрањено да тамо извештавамо. Такође је цитирао критичке кинеске одговоре и позвао читаоце да коментаришу.
Пиплс дејли је 20. априла објавио извештај под насловом „Кинески скуп у иностранству против пристрасног медијског извештавања, за Олимпијаду“. Укључује слике Кинеза који демонстрирају у Француској, Уједињеном Краљевству, Немачкој и Сједињеним Државама. Једна слика приказује кинеске демонстранте како држе знак на коме се нетачно тврди да ББЦ није извештавао о Ђин Ђингу. Пиплс дејли је цитирао једног демонстранта који је тврдио да је „ББЦ о неким од недавних догађаја обмануо британску јавност и остатак света пружајући интензивне неистините извештаје и пристрасно извештавање“.
Дана 4. априла, појавили су се извештаји о веб страници Анти-цнн која критикује извештавање кабловске мреже о недавним догађајима. Чини се да је сајт направио грађанин Пекинга. Међутим, страни дописници у Пекингу су тврдили да је сајт можда полу-владин веб-сајт. Портпарол кинеске владе рекао је да је сајт спонтано поставио кинески држављанин, љут због медијског извештавања.

### Безбедност бакље
Организациони комитет Олимпијаде у Пекингу послао је тим од 30 ненаоружаних учесника изабраних из Народне наоружане полиције да прате пламен током његовог путовања. Према Асиан Тимес-у, који су положили заклетву као „Јединица за заштиту светог пламена Олимпијских игара у Пекингу“ током церемоније у августу 2007., њихов главни посао је био да одржавају олимпијски пламен током целог путовања и да помогну у преношењу пламена између бакљи, фењере и казане. Носе одговарајуће плаве тренерке и намењене су да прате бакљу на сваком кораку. Један од пратилаца бакље, назван „Други прави брат“, развио је значајну базу обожаватеља на мрежи, посебно међу кинеским нетизенкама.
Два додатна тима од по 40 пратилаца пратила су пламен на његовој рути за континенталну Кину. Овај аранжман је, међутим, изазвао неколико контроверзи.

## Реакције
У Кини је позив да се бојкотује француски хипермарт Царрефоур од 1. маја почео да се шири путем мобилних текстуалних порука и онлајн чет соба међу Кинезима током викенда од 12. априла, оптужујући главног акционара компаније, ЛВМХ Гроуп, да донира средства Далај Лами. Било је и позива да се бојкот прошири на француску луксузну робу и козметичке производе. Кинески демонстранти организовали су бојкоте малопродајног ланца Царрефоур у француском власништву у великим кинеским градовима, укључујући Кунминг, Хефеи и Вухан, оптужујући француску нацију за просецесионистичку заверу и антикинески расизам. Неки су палили француске заставе, неки су француској застави додали свастику (због њених конотација са нацизмом) и ширили кратке онлајн поруке позивајући на велике протесте испред француских конзулата и амбасаде. Неки купци који су инсистирали да уђу у једну од продавница Карфура у Кунмингу били су блокирани бојкотима који су носили велике кинеске заставе и гађали флашицама са водом. Стотине људи придружило се антифранцуским скуповима у Пекингу, Вухану, Хефеју, Кунмингу и Ћингдау, који су се брзо проширили на друге градове попут Сијана, Харбина и Ђинана. Карфур је негирао било какву подршку или умешаност у тибетанско питање, а његово особље у кинеским продавницама носило је униформе украшене кинеском националном заставом и капе са олимпијским обележјима и речима „Пекинг 2008“ како би показали своју подршку играма. Напор је морао бити прекинут када је БОЦОГ сматрао да је употреба званичних олимпијских ознака незаконита и кршење ауторских права.
Као одговор на демонстрације, кинеска влада је покушала да смири ситуацију, вероватно у страху да би протести могли измаћи контроли, као што се десило последњих година, укључујући и антијапанске протесте 2005. године. Државни медији и коментари почели су да позивају на смирење, као што је уводник у Пеопле'с Даили -у који је позвао Кинезе да „искажу [свој] патриотски ентузијазам мирно и рационално, и изразе патриотску тежњу на уредан и законит начин“. Влада је такође почела да патролира и цензурише интернет форуме као што је Соху.цом, са уклоњеним коментарима везаним за бојкот Царрефоура. У данима пре планираног бојкота, докази о напорима кинеских власти да угуше напоре масовног бојкота на интернету постали су још очигледнији, укључујући забрану претраживања речи у вези са француским протестима, али су протести ипак избили испред Царрефоурових продавница у Пекингу, Чангша, Фуџоу и Шењанг 1. маја 
Прокинески скупови и демонстрације одржани су у неколико градова као одговор на протесте, укључујући Париз, Лондон, Берлин и Лос Анђелес.
У Јапану, градоначелник Нагана Шоићи Вашизава рекао је да је постало „велика сметња“ за град да буде домаћин штафете бакље пре етапе у Нагану. Вашизавини помоћници рекли су да градоначелникова примедба није критика самог релеја, већ потенцијалних поремећаја и конфузије око њега. Градски службеник градске канцеларије Нагана исмевао је протесте у Европи, рекавши да „они раде нешто глупо“ у телевизијском интервјуу. Градска канцеларија се касније званично извинила и објаснила да је оно што је желео да каже „није било лако прихватити овакве насилне протесте“. Такође наводећи забринутост због протеста, као и недавног насиља у Тибету, велики будистички храм у Нагану отказао је своје планове да буде домаћин уводне фазе штафете олимпијске бакље. Овај храм је вандализирала неидентификована особа дан касније у очигледној освети.

### Званични сајтови
- Званичан сајт штафете бакље у Пекингу 2008
- Штафета Олимпијске бакље у Пекингу 2008. у Лондону
- Штафета олимпијске бакље у Пекингу 2008. у Хонг Конгу

### Званични видео снимци
- "Свети пламен букти кроз 'град јабука'" : Алмати
- „Штафета бакље даје благослов Санкт Петербургу за Олимпијске игре у Пекингу“ : Санкт Петербург
- "Олимпијски пламен прелази Лондон усред снега" : Лондон
- "Свети пламен добија француски пољубац" : Париз
- „Гужва се окупља да покаже подршку штафети олимпијске бакље“ : Сан Франциско
- „Олимпијски пламен пали страст 'Танго Цитија'“ : Буенос Ајрес
- „Завршено осмо заустављање глобалне бакље“ : Дар ес Салаам
- „Олимпијски пламен се враћа у Азију у мускатској штафети“ : Мускат
- "Пакистанска бакља штафета ватрени успех" : Исламабад
- "Штафета олимпијске бакље у Њу Делхију 'успех'" : Њу Делхи
- „Олимпијски пламен баца радост у „Граду осмеха““ : Бангкок
- „Штафета бакље успешно завршена кроз пљусак“ : Куала Лумпур
- „Свети пламен завршава турнеју по југоисточној Азији“ : Џакарта
- „Штафета бакље завршава мирно у Канбери“ : Канбера
- „Завршена штафета олимпијске бакље у Нагану“ : Нагано
- „Завршена штафета олимпијске бакље у Сеулу“ : Сеул
- „Добро организована штафета бакље завршена у Пјонгјангу“ : Пјонгјанг

### Други сајтови
- Извештавање о штафети бакље на Олимпијским играма у Пекингу 2008. од стране Цоммунити-онлине.цом
- Штафета Олимпијске бакље у Пекингу 2008. Гоогле мапа
- „Пут бакље око света“ – корак по корак преглед ББЦ- ја
- ББЦ снимак штафете бакље у Бангкоку, на којој се виде присталице са кинеским заставама и протибетски демонстранти
- vB6trQ3GIoQ на веб-сајту    штафети Олимпијске бакље у Лондону
- FpnAWNcq8zs на веб-сајту    штафети Олимпијске бакље у Паризу
- Слике са штафете олимпијске бакље и протеста у Сан Франциску, 2. део, 3. део